# كردان
كردان لفظ فارسي يستعمل اصطلاحاً في الموسيقى العربية للدلالة على نغمة مطلق الوتر الخامس في العود، المسمى: « وتر الكردان ».

## المصدر
1. ↑  "كردان". الموسوعة العربية الميسرة. موسوعة شبكة المعرفة الريفية. 1965 م. مؤرشف من الأصل في 27 سبتمبر 2016. اطلع عليه بتاريخ أيلول 2013. {{استشهاد ويب}}: تحقق من التاريخ في: |تاريخ الوصول= و|تاريخ= (مساعدة)